# Іонешть (комуна, Горж)
Іонешть, Іонешті (рум. Ionești) — комуна у повіті Горж в Румунії. До складу комуни входять такі села (дані про населення за 2002 рік):
- Ілієшть (607 осіб)
- Іонешть (1199 осіб)
- Гура-Шушицей (322 особи)
- Піку (413 осіб)

Комуна розташована на відстані 212 км на захід від Бухареста, 47 км на південь від Тиргу-Жіу, 44 км на північний захід від Крайови.

## Населення
За даними перепису населення 2002 року у комуні проживала 2541 особа, усі — румуни. Усі жителі комуни рідною мовою назвали румунську.
Склад населення комуни за віросповіданням:
| Релігія       | Кількість осіб | Відсоток |
| ------------- | -------------- | -------- |
| православні   | 2535           | 99,8%    |
| реформати     | 3              | 0,1%     |
| п'ятдесятники | 3              | 0,1%     |

## Зовнішні посилання
- Дані про комуну Іонешть на сайті Ghidul Primăriilor [Архівовано 30 грудня 2011 у Wayback Machine.]